# Resultados do Carnaval de Cabo Frio em 2012
Resultados do Carnaval de Cabo Frio em 2012. A vencedora do grupo especial foi a escola Em Cima da Hora com o enredo, Rio de Aurora, Rio de outrora.

## Grupo Especial
| Colocação | Escola                | Nota      | Ref.  |
| --------- | --------------------- | --------- | ----- |
| 1º        | Em Cima da Hora       |           | [ 1 ] |
| *         | União dos Bairros     | Rebaixada | [ 1 ] |
| *         | Acadêmicos de Tamoios | Rebaixada | [ 1 ] |

## Grupo de acesso
| Colocação | Escola            | Nota      | Ref.  |
| --------- | ----------------- | --------- | ----- |
| 1º        | Vermelho e Branco | Promovida | [ 1 ] |
| *         | Arrastão da GB    | Rebaixada | [ 1 ] |

## Grupo da comunidade
Também chamado de "pleiteantes", desfilam em seus próprios bairros, em sistema de avaliação, sem competir.
| Escola    | Nota     | Ref.  |
| --------- | -------- | ----- |
| Cabeçorra | Aprovada | [ 1 ] |